# Dave Pearson
Dave Pearson (ur. 9 sierpnia 1966 w Morpeth) – angielski, międzynarodowy sędzia rugby.
Od 2002 jest profesjonalnym sędzią. W swoim pierwszym meczu w angielskiej ekstraklasie ukarał Martina Johnsona, kapitana angielskiej drużyny narodowej, żółtą kartką.
Pierwszy międzynarodowy mecz sędziował 23 kwietnia 2005, kiedy to spotkały się ze sobą reprezentacje Argentyny i Japonii. Był sędzią liniowym finału Pucharu Heinekena w 2010 pomiędzy Stade Toulousain a Biarritz Olympique. Sędziuje mecze Pucharu Sześciu Narodów.